# Liste der Monuments historiques in Morsang-sur-Orge
Die Liste der Monuments historiques in Morsang-sur-Orge führt die Monuments historiques in der französischen Gemeinde Morsang-sur-Orge auf.

## Liste der Bauwerke
| Bezeichnung       | Beschreibung | Standort                   | Kennzeichnung | Schutzstatus | Datum | Bild |
| ----------------- | ------------ | -------------------------- | ------------- | ------------ | ----- | ---- |
| Ehemalige Abtei   |              | 10, rue Jean-Raynal (Lage) | PA00087978    | Classé       | 1920  |      |
| Grenzstein Nr. 12 |              |                            | PA00087979    | Inscrit      | 1931  |      |
| Schloss           |              | 4, rue Jean-Raynal (Lage)  | PA00087980    | Inscrit      | 1979  |      |

## Liste der Objekte
- Monuments historiques (Objekte) in Morsang-sur-Orge der Base Palissy des französischen Kultusministeriums